# Larson
Larson és una concentració de població designada pel cens dels Estats Units a l'estat de Dakota del Nord. Segons el cens del 2000 tenia 17 habitants.

## Demografia
Segons el cens del 2000, Larson tenia 17 habitants, 8 habitatges, i 7 famílies. La densitat de població era de 14,9 hab./km².
Dels 8 habitatges en un 25% hi vivien nens de menys de 18 anys, en un 75% hi vivien parelles casades, en un 0% dones solteres, i en un 12,5% no eren unitats familiars. En el 12,5% dels habitatges hi vivien persones soles el 12,5% de les quals corresponia a persones de 65 anys o més que vivien soles. El nombre mitjà de persones vivint en cada habitatge era de 2,13 i el nombre mitjà de persones que vivien en cada família era de 2,29.
Per edats la població es repartia de la següent manera: un 11,8% tenia menys de 18 anys, un 0% entre 18 i 24, un 11,8% entre 25 i 44, un 23,5% de 45 a 60 i un 52,9% 65 anys o més.
L'edat mediana era de 72 anys. Per cada 100 dones de 18 o més anys hi havia 114,3 homes.
La renda mediana per habitatge era de 10.000 $ i la renda mediana per família de 9.250 $. Els homes tenien una renda mediana de 0 $ mentre que les dones 0 $. La renda per capita de la població era de 7.263 $. Entorn del 61,5% de les famílies estaven per davall del llindar de pobresa.

## Poblacions més properes
El següent diagrama mostra les poblacions més properes.